# Gołąbek olszowy

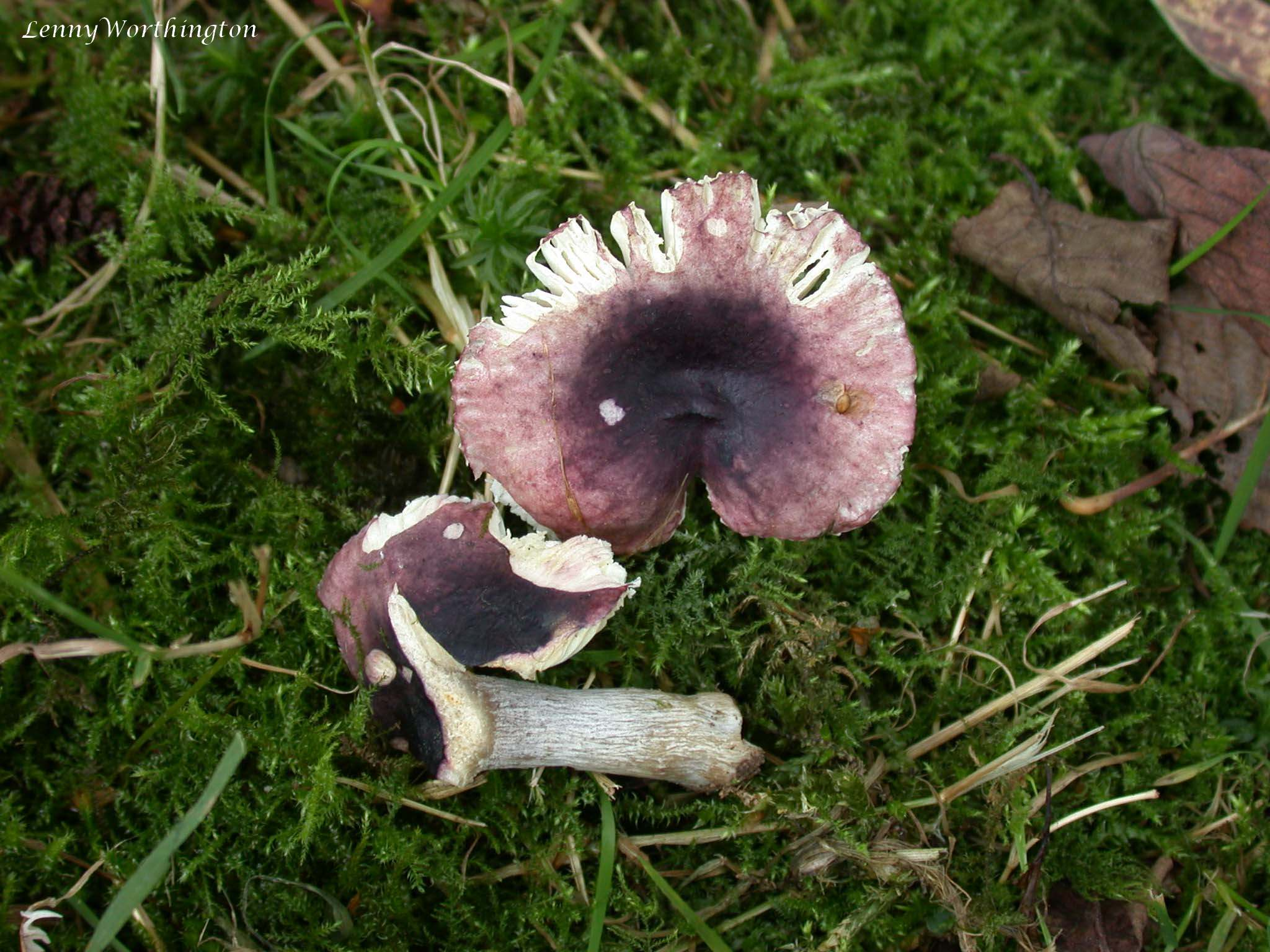

Gołąbek olszowy, gołąbek karłowy (Russula alnetorum Romagn.) – gatunek grzybów należący do rodziny gołąbkowatych (Russulaceae).

## Systematyka i nazewnictwo
Pozycja w klasyfikacji według Index Fungorum: Russula, Russulaceae, Russulales, Incertae sedis, Agaricomycetes, Agaricomycotina, Basidiomycota, Fungi.
Po raz pierwszy opisał go w 1956 r. Henri Charles Louis Romagnesi i nadana przez niego nazwa naukowa jest aktualna. Synonimy:
- Russula alnetorum var. pumila (Rouzeau & F. Massart) R. Socha 2011
- Russula pumila Rouzeau & F. Massart 1970[2].

Polskie nazwy podała Alina Skirgiełło w 1991 r.

## Morfologia
Kapelusz
Średnica 2– 5 cm, kształt początkowo płaskołukowaty, później płaski, na koniec nieco lejkowaty i pofałdowany. Powierzchnia gładka, matowa, w stanie wilgotnym błyszcząca i kleista, plamistopurpurowa, do winnoczerwonej, fioletowoworóżowej, czasami także biaława z sinym odcieniem, czasami całkowicie fioletowa. Środek ciemniejszy, brzeg lekko karbowany, skórka daje się zedrzeć do połowy średnicy.
Blaszki
Szeroko przyrośnięte, początkowo białe, potem kremowe z równymi ostrzami.
Trzon
Wysokość 2–5 cm, grubość 0,4–0,8 cm, walcowaty, pełny, później. Powierzchnia delikatnie podłużnie włóknista, początkowo biała, potem żółtawa, u starszych okazów siwa lub siwobrązowa i podłużnie żyłkowana.
Miąższ
Kruchy, biały, szybko żółknący o słabo owocowym zapachu i nieco szczypiącym smaku.
Cechy mikroskopowe
Podstawki 43-50 × 11,5-12,7 µm. Bazydiospory 7-9,2 × 5,7-6,7 µm, brodawowato-sisteczkowate o brodawkach średniej wielkości, w odczynniku Melzera amyloidalne z wyraźną łysinką. Cystydy 80-85 × 9-11,5 µm, wrzecionowate, zakończone kończykiem, reagujące z sulfowaniliną.

## Występowanie i siedlisko
Występuje głównie w Europie i jest tu szeroko rozprzestrzeniony, poza Europą podano tylko pojedyncze stanowiska w Ameryce Północnej, Południowej i Azji. W Polsce W. Wojewoda w 2003 r. przytoczył 8 stanowisk, w późniejszych latach podano wiele nowych. Na Czerwonej liście roślin i grzybów Polski ma status V – gatunek narażony, który w najbliższej przyszłości zapewne przesunie się do kategorii wymierających, jeśli nadal będą działać czynniki zagrożenia. Aktualne stanowiska podaje także internetowy atlas grzybów. Znajduje się w nim na liście gatunków zagrożonych i wartych objęcia ochroną.
Naziemny grzyb mykoryzowy żyjący w symbiozie z olszą szarą (Alnus glutinosa) i innymi gatunkami olszy. Rośnie pod olszami w lasach, bagnach, zaroślach i na brzegach rzek. Lubi gleby wilgotne, ale nie podmokłe. Występuje na glebach ilastych, piaszczystych i gliniastych, ale nie nadmiernie kwaśnych. Owocniki pojawiają się od sierpnia do listopada.